# 穿心莲
穿心莲（学名：Andrographis paniculata）为爵床科一年生草本植物。

## 形态
植株直立、多枝，枝呈方术形，棱角明显；叶对生，披针形或狭披针形，长约2至8厘米，宽5至25毫米。夏秋开花，白色或淡紫色，排成顶生或腋生的总状花序。蒴果线状长圆、扁、长约1.5公分。

## 分布
原产于印度，中国的广东、广西、云南等地有种植。

## 中医药用
用全草。
性味性寒，味苦。
功用归心、肺经，清热解毒，消肿止痛。
主治用于急性菌痢，胃肠炎，感冒发热，流感，流脑，肺脓肿。外用可治毒蛇咬伤。用量5至15克。

## 现代药用
主要有效成分是穿心莲内酯及其各种衍生物。这方面的中药注射剂有两种，都是常用于感染性疾病。
- 喜炎平（英语：Xiyanping）的成分较复杂，是粗提“穿心莲内酯总酯”的磺化物。有严重过敏风险。[2]
- 炎琥宁是单一物质，14-脱羟-11,12-二脱氢穿心莲内酯-3,19-二琥珀酸半酯（dehydroandrographolide succinate）的钾钠盐一水合物[3]，为淡黄固体粉末，CAS号863319-40-8[4]或6700-42-5[5]。有用于小儿肺炎[6]。2025年3月，中国国家药监局决定对炎琥宁注射剂说明书内容进行统一修订，增加黑框警示语、6岁及以下儿童禁用等内容[7]。
- 莲必治也是单一物质，亚硫酸氢钠穿心莲内酯。2022年未通过上市后评价而退市。[8]

HMPL-004是上海和记黄埔医药制备的一种提取物中成药，已提交给FDA希望用于克罗恩病和溃烂性结肠病。2014年三期试验结束但至今（2025年2月）未批准，也未发表三期结果。一说2014年9月实验提前结束。

## 外部連結
- 穿心蓮 Chuanxinlian （页面存档备份，存于） 藥用植物圖像數據庫 (香港浸會大學中醫藥學院) （中文）（英文）
- 穿心蓮 中藥材圖像數據庫  (香港浸會大學中醫藥學院) （中文）（英文）
- 穿心蓮 Chuan Xin   Lian （页面存档备份，存于） 中藥標本數據庫 (香港浸會大學中醫藥學院) （繁體中文）（英文）
- Andrographis (www.plantnames.unimelb.edu.au) （页面存档备份，存于）
- Adrographis (Andrographis Infobase) ( 2009-10-25)
- Dr. Duke's Database （页面存档备份，存于）

1. ↑  Wang, J; Tan, X. F.; Nguyen, V. S.; Yang, P; Zhou, J; Gao, M; Li, Z; Lim, T. K.; He, Y; Ong, C. S.; Lay, Y; Zhang, J; Zhu, G; Lai, S. L.; Ghosh, D; Mok, Y. K.; Shen, H. M.; Lin, Q. . Molecular & Cellular Proteomics. 2014, 13 (3): 876–86. PMC 3945915 . PMID 24445406. doi:10.1074/mcp.M113.029793.
2. ↑  Yan Dai, Shao-Ru Chen, Ling Chai, Jing Zhao, Yitao Wang & Ying Wang. . Critical Reviews in Food Science and Nutrition. 2019, 59 (sup1): S17–S29. PMID 30040451. S2CID 51715899. doi:10.1080/10408398.2018.1501657.
3. ↑  . 2007-03-14 （中文）.
4. ↑  . ChemicalBook.   [2025-03-16].
5. ↑  . ChemNet.   [2025-03-16].
6. ↑  Xiaomeng, Z; Jiarui, W; Bing, Z; Ling, D. . Journal of traditional Chinese medicine = Chung i tsa chih ying wen pan. 2015-04, 35 (2): 125–33. PMID 25975044. doi:10.1016/s0254-6272(15)30019-4.
7. ↑  . 国家药品监督管理局. 2025-03-13  [2025-03-16].
8. ↑  . www.nmpa.gov.cn.   [2024-08-13].
9. ↑  . www.cn-healthcare.com.
10. ↑  Staff, W. I. R. . BioCentury.